# Huck It
Huck It är en video släppt av det amerikanska punkrockbandet The Offspring år 2000 och den släpptes både som VHS och DVD. Titeln kommer från bonuslåten på albumet Conspiracy of One. Videon innehåller mestadels klipp på bandmedlemmarna när de utövar sina extremsporter och när de uppträder live, men även intervjuer med respektive bandmedlem finns med på Huck It. Videon filmades, producerades och regisserades av Paul Cobb, som tidigare hade hjälpt bandet med Americana.
En singel för låten "Huck It" släpptes i november 2020, för att fira 20-årsjubileet av lanseringen av Conspiracy of One.

## Videoklipp
1. "Intro"
2. "Meet Greg K."
3. "L.A.P.D."
4. "Skateboard Huck It"
5. "Staring at the Sun"
6. "Meet Ron Welty"
7. "Meet Dexter"
8. "All I Want"
9. "BMX Huck It"
10. "Gone Away"
11. "Meet Noodles"
12. "Credits"

### Bonusmaterial
1. "The Kids Aren't Alright"

1. "Behind the Scenes" (Daniel Johns från Silverchair gör en cameo här)

1. "Outtakes"